# Forchheim
Forchheim er administrationsby (Kreisstadt) i Landkreises Forchheim i Regierungsbezirk Oberfranken i den tyske delstat Bayern. Byen er en del af Metropolregion Nürnberg.
Forchheim er en gammel kongeby, og bliver også kaldt Porten til Fränkische Schweiz.

## Geografi
Forchheim ligger nær Main-Donau-Kanalen mellem Erlangen og Bamberg.
Nabokommuner er (med uret fra nord):

Eggolsheim, Weilersbach, Kirchehrenbach, Wiesenthau, Pinzberg, Poxdorf, Baiersdorf, Hausen og Hallerndorf.

### Inddeling
- Buckenhofen ligger på den venstre bred af floden Regnitz, og har cirka 4.500 indbyggere. Indlemmet i 1978.
- Burk
- Kersbach med Sigritzau
- Reuth indlemmet i 1972.
- Serlbach ligger nordøst for Forchheim, og blev indlemmet i 1926